# 中区站 (佛山)
中区站是南海有轨电车1号线的一座車站，位於中国廣東省佛山市南海區长江路、平洲大桥东侧，于2021年8月18日启用。

## 车站结构

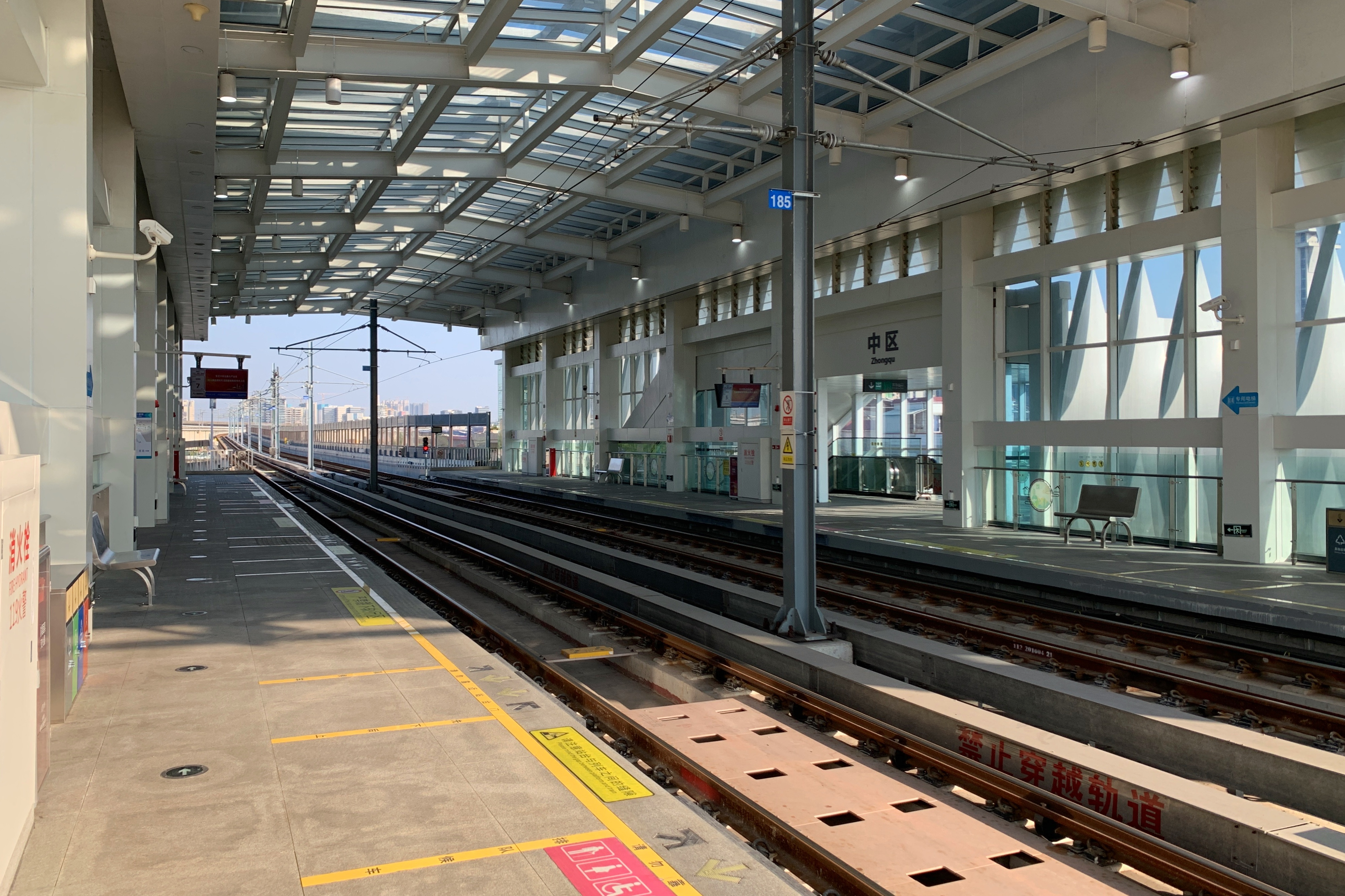
车站站台

### 车站楼层
本站为高架车站，地上三层为月台，地上二层为站厅，通过人行天桥连接地面。周邊為长江路、平洲大桥以及村屋等建筑。
| 地上三层 | 侧式站台 | 侧式站台                                       | 侧式站台 | 侧式站台 |
|          | 1 站台   | █南海有轨1号线 𧒽崗方向 （下站：玉器街）       |          |          |
|          | 2 站台   | █南海有轨1号线 林岳东方向 （下站：三山新城北） |          |          |
|          | 侧式站台 |                                                |          |          |
| 地上二层 | 站厅     | 售票機、客服中心、警务室、安检设施             |          |          |
| 地面     |          | 车站出入口                                     |          |          |

此外，本站南侧设有一栋三层高的附属建筑，除车站设备和办公场所外，亦设有公共卫生间和连接地面与站厅层的直梯供乘客使用。

### 出入口
本站设有4个出入口供乘客进出，惟B口目前处于封闭状态。
|                                           |                                                       |      |          |                                    |
| 編號                                      | 无障碍设施                                            | 图片 | 出口指示 | 建議前往的目的地                   |
| A                                         | 盲道标志 · 扶手电梯标志 · 无障碍通道标志 · 升降机标志 |      | 长江路   |                                    |
| B                                         | 盲道标志 · 升降机标志                                 |      | 长江路   | 南村公交车站（东行）               |
| C                                         | 盲道标志 · 升降机标志                                 |      | 长江路   | 三山森林公园、南村公交车站（西行） |
| D                                         | 盲道标志 · 扶手电梯标志 · 无障碍通道标志 · 升降机标志 |      | 长江路   |                                    |
| 註： 設有 \| 設有 \| 設有 \| 設有扶手電梯 |                                                       |      |          |                                    |

## 接駁交通
| 公交（南村站） \| 编号 \| 编号 \| 线路 \| 线路 \| 线路 \| 收费 \| 备注 \| \| ---- \| ---- \| -------- \| ---- \| ------ \| ---- \| -------------------------- \| \| \| 桂08 \| 富丰广场 \| ⇆ \| 新田地 \| 2元 \| 上课日部分班次绕经文翰中学 \| |      |          |      |        |      |                            |
| 编号 | 编号 | 线路     | 线路 | 线路   | 收费 | 备注                       |
| | 桂08 | 富丰广场 | ⇆    | 新田地 | 2元  | 上课日部分班次绕经文翰中学 |

## 历史
本站在规划期间称为西村路站，车站动工后改以中区站作為工程名稱，并在开通前夕确认作为正式站名。
2021年8月18日，本站随南海有轨电车1号线开通而启用。